# Marco Falivelli
Marco Falivelli (Cosenza, 25 aprile 1992) è un conduttore radiofonico e conduttore televisivo italiano.

## Biografia
Per l'emittente RTL 102.5 ha condotto programmi come Protagonisti, Suite 102.5 e La famiglia giù al nord con Paolo Cavallone, Jennifer Pressman, Jonathan Kashanian, Massimo Galanto e Silvia Annicchiarico.
Per l'emittente Radio Zeta ha condotto numerosi programmi tra i quali Generazione Zeta.
Dal 2021 è un conduttore radiofonico per l'emittente Radio Italia nella fascia pomeridiana e partecipa alla conduzione di Radio Italia Live il Concerto.